# Хеффорд, Джейна
Дже́йна Хе́ффорд (англ. Jayna Hefford; род. 14 мая 1977, Трентон, Онтарио) — канадская хоккейная нападающая и тренер. Четырёхкратная олимпийская чемпионка 2002, 2006, 2010 и 2014 годов. Семикратная чемпионка мира. Вместе с Хейли Виккенхайзер является самой титулованной хоккеисткой Канады.
По состоянию на март 2024 года занимает руководящую должность (старший вице-президент по хоккейным операциям) в Профессиональной женской хоккейной лиге.

## Личная жизнь
Партнёр — американская хоккеистка Кэтлин Каут, у них трое детей: дочери Исла и Арвен, сын Лаклан.